# HZVV

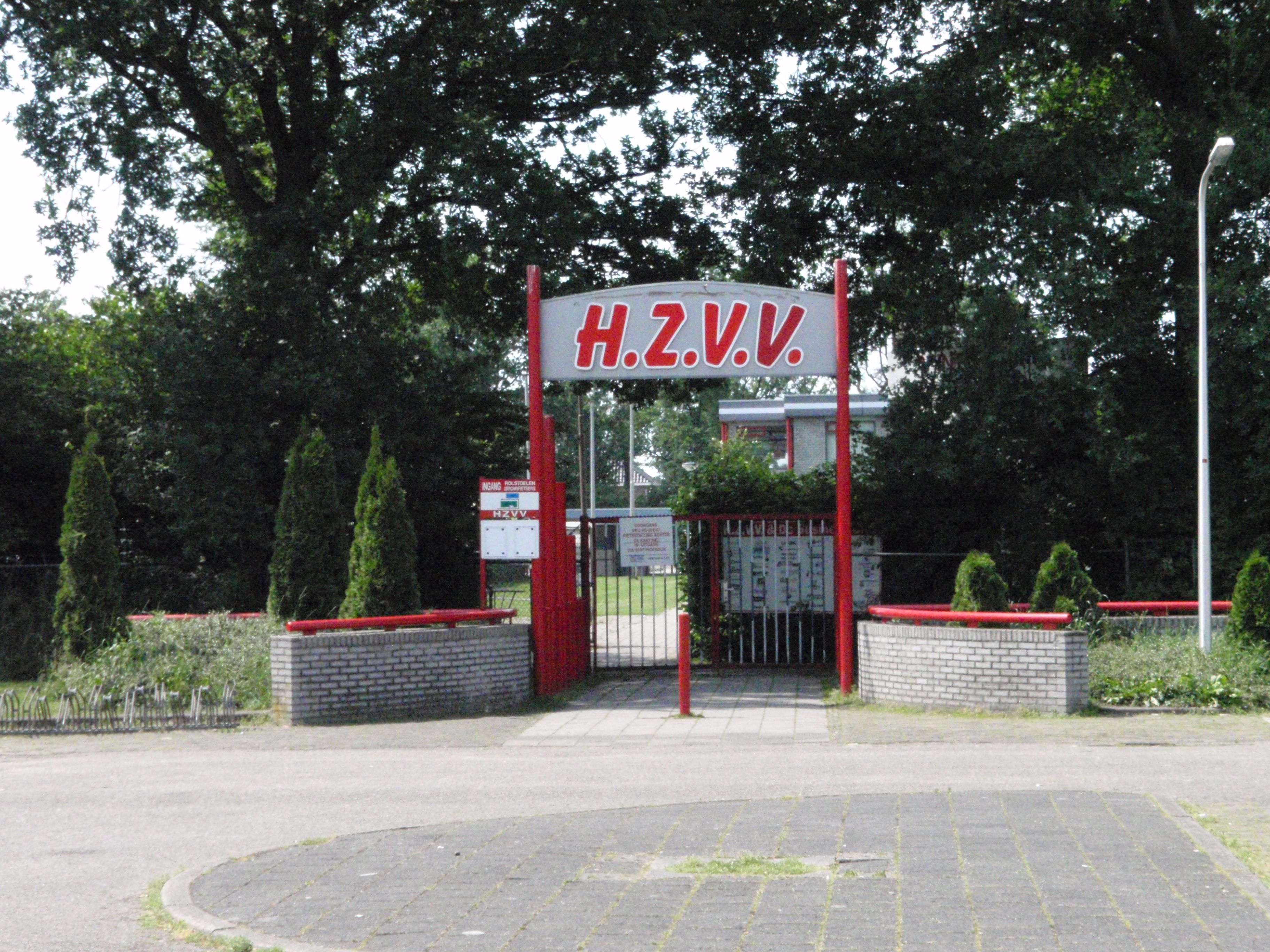
Zugang zum alten Stadion des HZVV, 2012 abgerissen.

Der HZVV (vollständiger Name: Hoogeveense Zaterdags Voetbal Vereniging, deutsch Hoogeveener Samstagsfußballverein) ist ein Fußballverein aus dem Niederländischen Hoogeveen. Er entstand 1940 aus OLVO (Olympia Voetbal), der ausgelagerten Fußballsparte des Christelijke Gymnastiek Vereniging Olympia (Christlichen Gymnastikverein Olympia). Der christliche Ursprung des Vereins ist auch die Ursache dafür, dass der Verein lediglich Mannschaften im Bereich der Samstagsamateure stellt. Seit 2013 spielt der Verein in der fünftklassigen Eerste Klasse D. In der Saison 1994/95 nahm der Verein im KNVB-Pokal teil, scheiterte allerdings (in der damaligen Zeit als Gruppenphase ausgelegten) ersten Runde an den friesischen Profivereinen SC Heerenveen und SC Cambuur-Leeuwarden. Lediglich gegen den Amateurverein DOS Kampen konnte gewonnen werden. Die Damenmannschaft des HZVV spielte von 2006 bis 2010 in der Hoofdklasse, welche bis 2007 die höchste Liga im Niederländischen Frauenfußball darstellte und danach die höchste Amateurliga war. Bekannteste Ex-Spielerin des HZVV ist Vivianne Miedema, die inzwischen beim FC Bayern München spielt.